# ضياء الدين الوتري
ضياء الدين الوَتَري (توفي 980 هـ / 1572 م) هو شيخ وعالم.
هو ضياء الدين أبو محمد أحمد بن محمد الوتري الشافعي الرفاعي الموصلي الأصل، البغدادي الدار، المصري الوفاة. من آثاره «روضة الناظرين وخلاصة مناقب الصالحين» ، في التراجم.